# Марсупиум

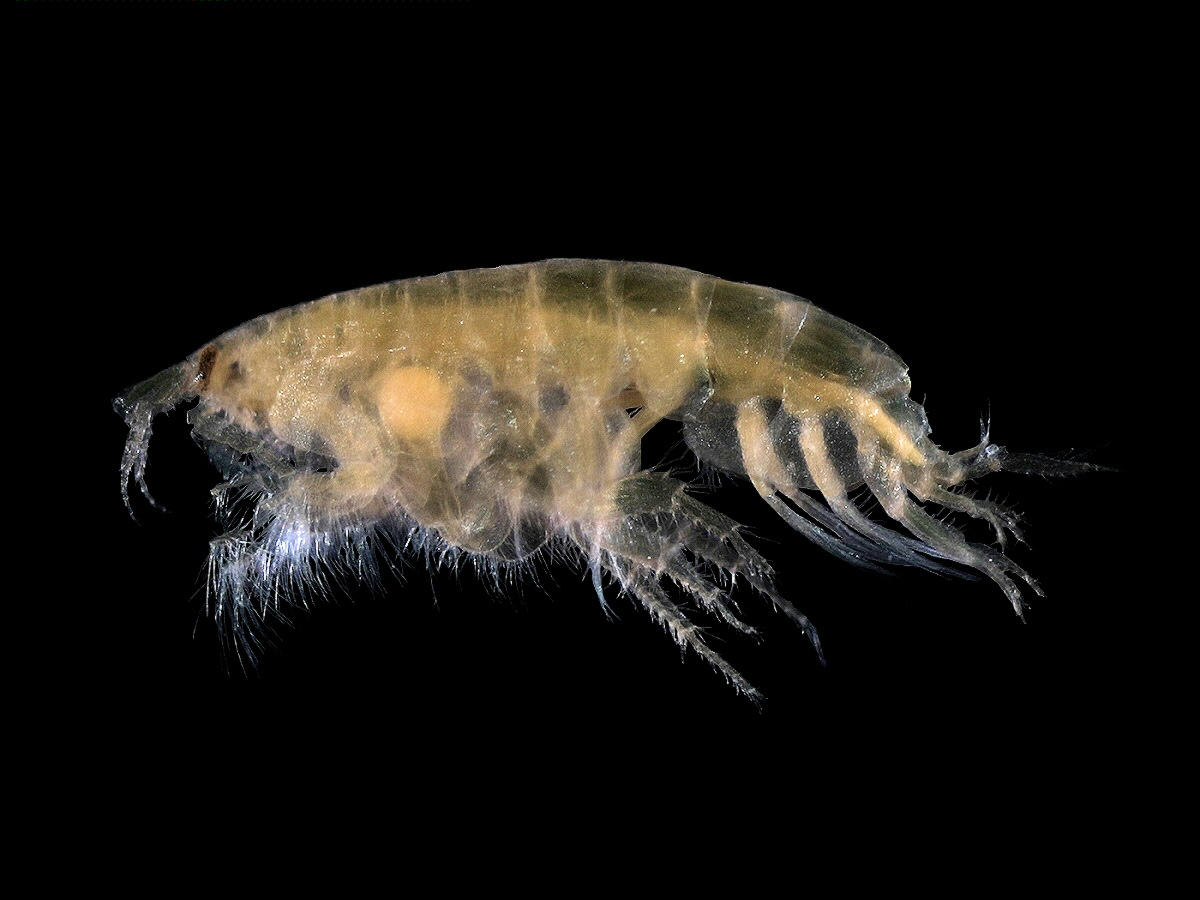
Самка бокоплава Bathyporeia elegans. Через прозрачные покровы видно яйцо в выводковой камере.

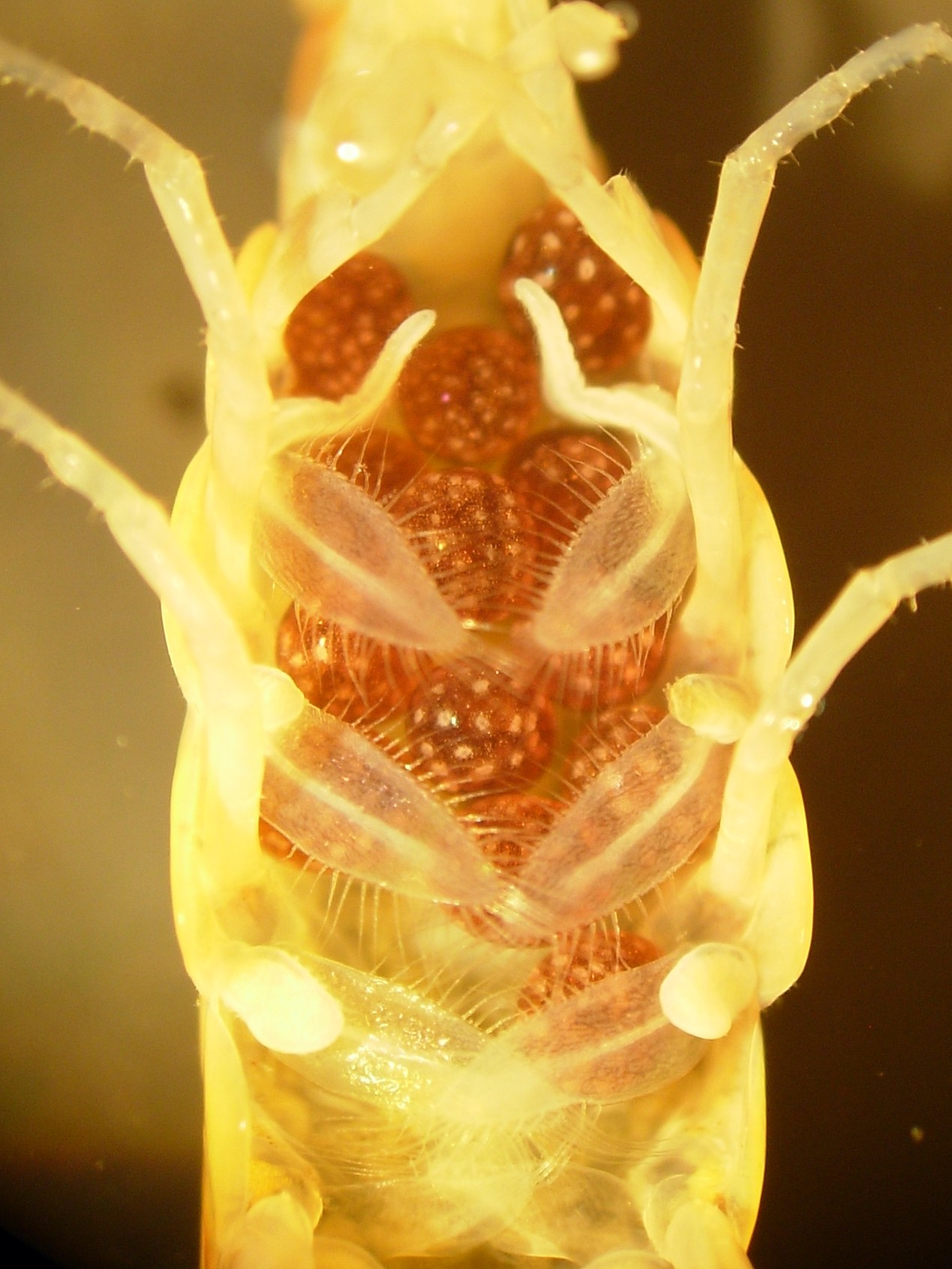
Вид самки бокоплава Orchestia gammarellus с брюшной стороны. Видны оостегиты.

Марсу́пиум, или марсу́пий, или выводко́вая ка́мера (лат. marsupium) — камера на брюшной стороне грудного отдела у половозрелых самок высших раков из надотряда Peracarida, служащая для вынашивания яиц до вылупления молоди, которая похожа на уменьшенную копию взрослых и называется манка. Стенки марсупиума образованы стернитами грудных сегментов и черепицеобразно налегающими друг на друга оостегитами — пластинчатыми выростами коксоподитов части грудных конечностей. Наличие марсупиума — одна из основных аутапоморфий надотряда Peracarida, позволившая многим представителям этой группы перейти к сухопутному образу жизни.